# Windham (Connecticut)
Windham è un comune di 23.503 abitanti degli Stati Uniti d'America, situato nella Contea di Windham nello Stato del Connecticut.